# Череватый, Николай Васильевич
Череватый Николай Васильевич  — участник Великой Отечественной войны, полный кавалер Ордена Славы, командир отделения автоматчиков 101-го гвардейского Краснознаменного ордена Кутузова стрелкового полка , 35-й гвардейской Лозовской Краснознаменной орденов Суворова и Богдана Хмельницкого стрелковой дивизии, 8-й гвардейской армии, 1-го Белорусского фронта, гвардии сержант.

## Биография
Родился 10 марта 1924 года в селе Лиман ныне Старобельского района Луганской области (Украина) в крестьянской семье. Украинец. Окончил 7 классов. Учился в школе фабрично-заводского обучения.
С января 1943 года – в Красной Армии. В действующей армии – с 12 августа 1943 года. Воевал на Юго-Западном (с 20 октября 1943 года – 3-й Украинский) и 1-м Белорусском фронтах. Принимал участие в освобождении Левобережной Украины, Никопольско-Криворожской, Березнеговато-Снигиревской, Одесской, Люблин-Брестской, Висло-Одерской и Берлинской наступательных операциях. В боях трижды ранен.
В боях на плацдарме в районе села Войсковое (ныне Верхнеднепровский район Днепропетровской области, Украина) в сентябре-октябре 1943 года Н.В.Череватый выполнял обязанности связного командира 4-й роты. Под огнём противника он неоднократно доставлял распоряжения командира роты подчиненным и его донесения в штаб, обеспечив надежную связь и взаимодействие подразделений. В ходе выполнения своих задач огнём из личного оружия уничтожил трех немецких солдат. Приказом командира полка награждён медалью «За отвагу».
Будучи наводчиком миномета в минометной роте 2-го стрелкового батальона, Н.В.Череватый 16 февраля 1944 года в бою в районе села Великая Костромка (ныне Апостоловский район Днепропетровской области, Украина) подавил 2 огневые точки и уничтожил 8 солдат противника. Приказом командира полка награждён медалью «За боевые заслуги».
На подступах к городу Одесса 10 апреля 1944 года стрелок Н.В.Череватый уничтожил пулемет и 10 солдат противника. Командиром полка представлен к награждению орденом Красной Звезды.
Приказом командира 35-й гвардейской стрелковой дивизии от 5 мая 1944 года гвардии рядовой Череватый Николай Васильевич награждён орденом Славы 3-й степени.
В июне 1944 года 35-я гвардейская стрелковая дивизия была передислоцирована в полосу 1-го Белорусского фронта. Н.В.Череватый был назначен командиром стрелкового отделения. В результате Люблин-Брестской наступательной операции части дивизии овладели плацдармом на западном берегу реки Висла в районе населенного пункта Магнушев (ныне Козеницкий повят, Мазовецкое воеводство, Польша). 9 августа 1944 года пехота противника при поддержке танков атаковала позиции полка в районе населенного пункта Мариамполь. Скомандовав подчиненным пропустить танки через окопы, Н.В.Череватый повел их в атаку на пехоту противника. Решительным ударом стрелки отбросили немцев от своих позиций. Лично Н.В.Череватый уничтожил в бою 13 немецких солдат.
Приказом командующего 8-й гвардейской армией от 6 октября 1944 года гвардии рядовой Череватый Николай Васильевич награждён орденом Славы 2-й степени.
В ходе Висло-Одерской наступательной операции 35-я гвардейская стрелковая дивизия продвинулась с боями на запад до 400 километров, форсировала реку Одер в районе южнее города Кюстрин (ныне Костшин-над-Одрой, Гожувский повят, Любушское воеводство, Польша) и захватила плацдарм. В боях за расширение плацдарма 101-й гвардейский стрелковый полк вышел к населенному пункту Киц (ныне район Меркиш-Одерланд, земля Бранденбург, Германия). 6 марта 1945 года в уличном бою Н.В.Череватый подобрался к огневой точке, оборудованной в каменном доме и забросал её гранатами, уничтожив гарнизон в составе 2 станковых пулеметов и 13 солдат противника. 12 марта 1945 года, отражая атаку противника в районе мукомольного завода, меткой стрельбой из автомата уничтожил 28 солдат и 2 офицеров противника.
Указом Президиума Верховного Совета СССР от 31 мая 1945 года за образцовое выполнение боевых заданий командования на фронте борьбы с немецкими захватчиками и проявленные при этом доблесть и мужество гвардии сержант Череватый Николай Васильевич награждён орденом Славы 1-й степени.
В ходе уличных боев в городе Берлин Н.В.Череватый действовал в составе разведывательной группы. Когда группа была обнаружена противником и завязала бой, он зашел во фланг и, внезапно открыв огонь, уничтожил 9 солдат и 1 немецкого офицера. Четверо немцев были взяты в плен. Прикрывая отход группы, Н.В.Череватый трофейным фаустпатроном уничтожил пулемет противника. Приказом командира 4-го гвардейского стрелкового корпуса награждён орденом Отечественной войны 2-й степени.
В феврале 1947 года старшина Н.В.Череватый демобилизован. Вернулся в родные края. В 1956 году окончил Коммунарское педагогическое училище. Жил в селе Чмировка, затем в селе Лиман Старобельского района Луганской области. Работал в школе военруком.
Участник парадов в Москве на Красной площади в ознаменование 40-летия и 45-летия Победы в 1985 и 1990 году.
Умер 5 декабря 1998 года. Похоронен в городе Луганск (Украина).

## Награды
- Отечественной войны 1-й степени (указ Президиума Верховного Совета СССР от 11.03.1985 года)
- Отечественной войны 2-й степени (приказ командира 4-го гвардейского стрелкового корпуса)
- Орден Славы 1-й степени(указ Президиума Верховного Совета СССР от 31.05.1945 года)
- Орден Славы 2-й степени (приказ командующего 8 гвардейской армии от 06.10.1944  года)
- Орден Славы 3-й степени (приказ командира 35 гвардейской стрелковой дивизии от 05.05.1944 года)
- Медаль За отвагу (приказ командира полка)
- Медаль За боевые заслуги (приказ командира полка)
- Медаль За взятие Берлина